# Sama Dioubaté
Pour les articles homonymes, voir Dioubaté.
Sama Dioubaté est une chanteuse guinéenne née en 1966 à Kankan (Guinée) et décédée le 28 mai 2005 à Conakry.

## Biographie
Née dans une famille de griots, Sama Dioubaté commence sa carrière en animant les cérémonies de baptême et de mariage.
Après avoir participé à l’ensemble instrumental de Kankan, elle devient choriste de Missia Saran et Sayon Camara.
Elle part ensuite en Allemagne avec son groupe de musique traditionnelle N’bada Sofoli, puis en France où elle produit son premier album, Karondia.